# Love Around the World
Love Around the World é um álbum ao vivo do maestro André Rieu, lançado em 2002. Este album também recebeu os nomes de "Walzertraum" e de "Croisière romantique".